# Canção do Mar
Canção do Mar ("Canzone del mare") è un brano musicale in lingua portoghese, composto da Ferrer Trindade e Frederico de Brito ed interpretato originariamente nel 1955 - con il titolo Solidão - da Amália Rodrigues per la colonna sonora del film francese, diretto da Henri Verneuil e che vedeva nel cast la stessa Rodrigues, Gli amanti del Tago (Les amants du Tage). Il brano fu inoltre incluso nell'album eponimo dell'artista, uscito sempre nel 1955.
Vari artisti hanno in seguito inciso una versione del brano.

## La versione originale di Amália Rodrigues
Il brano fu inserito come seconda traccia del Lato A del 45 giri Les amants du Tage, che comprendeva anche i brani, sempre interpretati dalla Rodrigues, Barco regro, Fallaste corazón e Lisboa não seja francesa

## Altre versioni
Tra gli altri artisti che hanno inciso una versione del brano, figurano (in ordine alfabetico):
- Tony Carreira (2016)
- Das Blaue Einhorn (2002)
- Rão Kyao (versione strumentale; 1983)
- Pink Martini (2016)
- Dulce Pontes (1995)

### Adattamenti in altre lingue
- Il brano è stato adattato in finlandese da Reino Helismaa con il titolo Liian onnelinen ed interpretato originariamente nel 1956 da Maynie Sirén ed in seguito da altri artisti[1]
- Il brano è stato adattato in lingua inglese da Klaus Munro e Geoff Stephens con il titolo Song of the Sea ed interpretato nel 1962 da Caterina Valente con l'orchestra di Stanley Black[1]
- Il brano è stato adattato in francese da Michel Jourdan con il titolo Elle, tu l'aime... ed interpretato nel 2000 da Hélène Ségara[1]
- Il brano ha avuto due adattamenti in lingua turca: uno intitolato Ben kadınım (scritto da İlhan Şeşen ed interpretato nel 2002 da İlhan Şeşen) e uno intitolato Beni unutma (interpretato nel 2005 da Soner Arıca)[1]
- Il brano è stato adattato in lingua inglese da Frank Peterson, Roxanne Seeman[4] e Sarah Brightman con il titolo Harem ed interpretato originariamente dalla stessa Sarah Brightman nel 2003[1][4]
- Cristiano Malgioglio ha realizzato l'adattamento in italiano col nome Sangue nero, cantato da Iva Zanicchi.

## Il brano nella cultura di massa
- Il brano è stato inserito, nella versione di Dulce Pontes[5], nel film del 1996, diretto da Gregory Hoblit e con protagonisti Richard Gere, Laura Linney ed Edward Norton Schegge di paura (Primal Fear)[6]
- Il brano, nella versione di Dulce Pontes, è stato utilizzato come sigla della serie televisiva Southland[7]